# تاكر كارلسون
تاكر كارلسون (بالإنجليزية: Tucker Carlson) (و. 1969 – م) هو ناقد رأي، وكاتب العمود، ومذيع، وصحفي من الولايات المتحدة الأمريكية ولد في سان فرانسيسكو.
وفي فبراير 2024، أجرى مقابلة مع الروسي فلاديمير بوتين في روسيا حيث أثارت انتقادات واسعة في الولايات المتحدة بين من اعتبرها "دعاية للكرملين"، وآخرين أشاروا إلى أنها لم تقدم الإجابات التي انتظرها العالم عن مواضيع مهمة وجوهرية، فيما وصفت وزيرة الخارجية السابقة هيلاري كلينتون كارلسون بـ"الطابور الخامس لبوتين".
وفي 07 تموز 2025 م بثّ مقابلة عن بُعد أجراها مع الرئيس الإيراني مسعود بزشكيان، بعد الحرب الإيرانية الإسرائيلية في حزيران 2025 م.

## روابط خارجية
- تاكر كارلسون على موقع IMDb (الإنجليزية)
- تاكر كارلسون على موقع الموسوعة البريطانية (الإنجليزية)
- تاكر كارلسون على موقع ميوزك برينز (الإنجليزية)
- تاكر كارلسون على موقع إن إن دي بي (الإنجليزية)
- تاكر كارلسون على موقع قاعدة بيانات الفيلم (الإنجليزية)
- تاكر كارلسون على موقع كينوبويسك (الروسية)